# Lijst van beschermd erfgoed in Durbuy
Onderstaande tabel geeft een overzicht van de beschermde erfgoederen in de gemeente Durbuy. Het beschermd erfgoed maakt deel uit van het cultureel erfgoed in België.
| Object | Bouwjaar/architect | Deelgemeente       | Adres                                      | Coördinaten                   | Nummer?                | Afbeelding |
| --- | ------------------ | ------------------ | ------------------------------------------ | ----------------------------- | ---------------------- | --- |
| De graanhalle of Spaans huis |                    | Durbuy             | Rue du Comte Théodule d'Ursel 83-83b       | 50° 21' 8" NB, 5° 27' 22" OL  | 83012-CLT-0001-01 Info | De graanhalle of Spaans huis |
| De eeuwenoude beuk op een plaats genaamd "Haie des Veaux" |                    | Durbuy             |                                            | 50° 20' 47" NB, 5° 26' 48" OL | 83012-CLT-0002-01 Info | |
| De gevels en daken van de gebouwen (pastorie) |                    | Durbuy             | Rue des Récollets 38                       | 50° 21' 10" NB, 5° 27' 24" OL | 83012-CLT-0003-01 Info | |
| De gevels en daken van de kasteelhoeve van Bomal |                    | Bomal              | Hodister 1                                 | 50° 22' 35" NB, 5° 31' 18" OL | 83012-CLT-0005-01 Info | |
| Kerk Notre-Dame |                    | Borlon             |                                            | 50° 22' 45" NB, 5° 24' 17" OL | 83012-CLT-0007-01 Info | Kerk Notre-Dame |
| Muur rond het kerkhof van de kerk Notre-Dame |                    | Borlon             |                                            | 50° 22' 45" NB, 5° 24' 17" OL | 83012-CLT-0008-01 Info | Muur rond het kerkhof van de kerk Notre-Dame |
| De oude toren, genaamd Justitie, gehecht aan het kasteel van Grandhan |                    | Grandhan           |                                            | 50° 19' 47" NB, 5° 24' 31" OL | 83012-CLT-0010-01 Info | De oude toren, genaamd Justitie, gehecht aan het kasteel van Grandhan |
| Kerk Sainte-Marguerite en de muur van het kerkhof van Enneilles, en het ensemble van de kerk, kerkhof en omgeving                                                                                         |                    | Grandhan           | Grande-Enneille                            | 50° 19' 1" NB, 5° 22' 43" OL  | 83012-CLT-0011-01 Info | Kerk Sainte-Marguerite en de muur van het kerkhof van Enneilles, en het ensemble van de kerk, kerkhof en omgeving                                                                                         |
| Twee lindebomen in het gehucht "Chêne-à-Han", op de kruising van de weg Somme-Leuze en die van Enneille-Lamarteau                                                                                         |                    | Grandhan           | Chêne-à-Han                                | 50° 19' 54" NB, 5° 23' 24" OL | 83012-CLT-0012-01 Info | |
| Toren, de muren en daken van het hoofdgebouw van de kasteelhoeve van Izier, en het ensemble van de toren, het hoofdgebouw, de boerderij en de binnenplaats, en het perceel naast de poort van de gebouwen |                    | Izier              | rue de l'Argoté, 8                         | 50° 23' 0" NB, 5° 34' 49" OL  | 83012-CLT-0013-01 Info | Toren, de muren en daken van het hoofdgebouw van de kasteelhoeve van Izier, en het ensemble van de toren, het hoofdgebouw, de boerderij en de binnenplaats, en het perceel naast de poort van de gebouwen |
| Kerk Saint-Martin |                    | Tohogne            |                                            | 50° 22' 49" NB, 5° 28' 50" OL | 83012-CLT-0014-01 Info | Kerk Saint-Martin |
| Kapel (ongebruikt) |                    | Tohogne            | Place Vendôme, rechts van nr. 44, Verlaine | 50° 24' 6" NB, 5° 30' 44" OL  | 83012-CLT-0015-01 Info | |
| Gebouw in Tohogne |                    | Tohogne            | rue de Presseux                            | 50° 22' 53" NB, 5° 28' 47" OL | 83012-CLT-0017-01 Info | |
| Sint-Walburgakerk |                    | Wéris              |                                            | 50° 19' 36" NB, 5° 31' 50" OL | 83012-CLT-0018-01 Info | Sint-Walburgakerk |
| Ensemble van de kerk en het versterkte huis van Wéris |                    | Wéris              |                                            | 50° 19' 35" NB, 5° 31' 47" OL | 83012-CLT-0020-01 Info | |
| Oude muren van de stadswallen |                    | Durbuy             |                                            | 50° 21' 7" NB, 5° 27' 28" OL  | 83012-CLT-0022-01 Info | |
| De gevels en daken van het huis Legros |                    | Barvaux            | Grand-Rue 38                               | 50° 21' 3" NB, 5° 29' 38" OL  | 83012-CLT-0023-01 Info | De gevels en daken van het huis Legros |
| De gevels en daken van de kapel in M. Paridaens, en de panelen in het interieur van het gebouw, en het ensemble van de kapel en diens omgeving                                                            |                    | Bende              | Chemin de la Vieille Chapelle 6            | 50° 25' 10" NB, 5° 24' 53" OL | 83012-CLT-0024-01 Info | De gevels en daken van de kapel in M. Paridaens, en de panelen in het interieur van het gebouw, en het ensemble van de kapel en diens omgeving                                                            |
| Kapel Saint-Denis |                    | Bomal              | Rue des Ardennes 160, Juzaine              | 50° 22' 13" NB, 5° 32' 3" OL  | 83012-CLT-0026-01 Info | Kapel Saint-Denis |
| De gevels en daken van het gebouw "La Poivrière" |                    | Barvaux            | Grand-Rue 28                               | 50° 21' 2" NB, 5° 29' 40" OL  | 83012-CLT-0027-01 Info | De gevels en daken van het gebouw "La Poivrière" |
| Mont Saint Rahy |                    | Bomal              |                                            | 50° 23' 4" NB, 5° 32' 28" OL  | 83012-CLT-0029-01 Info | |
| De "Grandes Roches" |                    | Bomal              |                                            | 50° 22' 40" NB, 5° 31' 44" OL | 83012-CLT-0030-01 Info | |
| Ensemble van de kapel Sainte-Geneviève, de lindebomen en het grasland rondom |                    | Izier              |                                            | 50° 22' 57" NB, 5° 35' 15" OL | 83012-CLT-0031-01 Info | |
| De "Longue Haye", inclusief de plattelandsweg genaamd "Voye du Juzaine" en de twee plaatsjes genaamd "Calvaire" en "Longue Haye"                                                                          |                    | Bomal              | Ozo                                        | 50° 22' 7" NB, 5° 32' 17" OL  | 83012-CLT-0035-01 Info | |
| De gevels en daken van het gebouw (Institut Clairval) |                    | Durbuy             | Rue des Récollets 39 Durbuy                | 50° 21' 11" NB, 5° 27' 25" OL | 83012-CLT-0036-01 Info | |
| Noordelijke dolmen, Wéris I, Dolmen van Oppagne en menhirs |                    | Wéris, Heyd, Izier |                                            |                               | 83012-CLT-0047-01 Info | Noordelijke dolmen, Wéris I, Dolmen van Oppagne en menhirs |
| Architecturaal geheel gevormd door de kerk Saint-Georges, kasteelhoeve van Grandhan, Justitietoren en mausoleum van de barones van Favereau                                                               |                    | Grandhan           |                                            |                               | 83012-CLT-0047-01 Info | Architecturaal geheel gevormd door de kerk Saint-Georges, kasteelhoeve van Grandhan, Justitietoren en mausoleum van de barones van Favereau                                                               |